# すべての瞬間は君だった。
すべての瞬間は君だった。は日本の女性アイドルグループ。NMB48のメンバーだった山田菜々のプロデュースにより2024年にデビュー
。略称は「すべきみ」。

## 概要
山田菜々プロデュースアイドルオーディションの応募者およそ1500名の中から選ばれた9名で2024年に結成。関西を拠点に活動している。

グループ名は「アイドルとしての限られた時間の中で、1つ1つの瞬間を大切に」という意味を込めて名付けられた。

2024年10月2日に1名が活動を終了し現在は8名で活動している。

## 年譜

### 2024年
- 5月10日、”【関西発】山田菜々プロデュースアイドルオーディション”によるアイドルクループの発足が発表[9][10][11][12]。

- 8月1日、グループ名と結成メンバーが公式Xで発表[13][14]。

- 8月24日、Zepp Nambaで行われたアイドルフェス「OSAKA KAWAII FES」でライブを初披露しプレデビュー期間に入る[15]。

- 10月2日、長谷川あいの活動終了が公式Xにて発表[16]。

- 10月13日、Zepp Nambaで行われたアイドルフェス「ナナフェス」でプレデビュー期間を終え、デビュー[17][18]。

- 10月13日、YouTubeで、初めてのオリジナル楽曲「初めての恋は、夏だった」のMVが公開[19][20]。

- 10月15日、公式サイト、ファンクラブサイトが開始[21]。

## メンバー

### 現在のメンバー
| 名前                           | 生年月日 （年齢）      | 血液型 | 身長  | 出身地   | メンバーカラー     | 性格診断                  | 加入年月日                    | 備考       |
| ------------------------------ | ---------------------- | ------ | ----- | -------- | ------------------ | ------------------------- | ----------------------------- | ---------- |
| 尾上美月 （おのうえ みづき）   | 2000年5月22日（25歳）  | B型    | 161cm | 長崎県   | コーラルオレンジ   | ESFP （エンターテイナー） | 2024年8月1日 （結成メンバー） | [ 注釈 3 ] |
| 岸田雅 （きしだ みやび）       | 2003年5月29日（21歳）  | O型    | 150cm | 大阪府   | ベビーブルー       | INFP （仲介者）           | 2024年8月1日 （結成メンバー） | [ 注釈 4 ] |
| 来栖みう （くるす みう）       | 2003年8月15日（21歳）  | A型    | 162cm | 鹿児島県 | マーメイドブルー   | ESFJ （領事）             | 2024年8月1日 （結成メンバー） | [ 注釈 5 ] |
| 恋鈴かさね （こすず かさね）   | 2003年10月27日（21歳） | B型    | 152cm | 兵庫県   | あざとイエロー     | INTP （論理学者）         | 2024年8月1日 （結成メンバー） | [ 注釈 6 ] |
| 小湊わか菜 （こみなと わかな） | 2001年10月24日（23歳） | O型    | 155cm | 福岡県   | フェアリーパープル | ISTP （巨匠）             | 2024年8月1日 （結成メンバー） | [ 注釈 7 ] |
| 桜庭帆夏 （さくらば ほのか）   | 2006年8月27日（18歳）  | O型    | 156cm | 大阪府   | アイスラベンダー   | ENFP （運動家）           | 2024年8月1日 （結成メンバー） |            |
| 立華有珠 （たちばな ありす）   | 2010年1月19日（15歳）  | A型    | 156cm | 大阪府   | ミルキーピンク     | INFJ （提唱者）           | 2024年8月1日 （結成メンバー） |            |
| 立花心桜 （たちばな こころ）   | 2009年4月12日（16歳）  | A型    | 154cm | 愛知県   | ビビットピンク     | ISTJ （管理者）           | 2024年8月1日 （結成メンバー） | [ 注釈 8 ] |

### 元メンバー
| 名前                         | 生年月日 （年齢）    | 血液型 | 身長  | 出身地 | メンバーカラー | 性格診断        | 加入年月日                    | 卒業 活動終了年月日 | 在籍日数 | 備考         |
| ---------------------------- | -------------------- | ------ | ----- | ------ | -------------- | --------------- | ----------------------------- | ------------------- | -------- | ------------ |
| 長谷川あい （はせがわ あい） | 2006年3月2日（19歳） | 不明   | 158cm | 大阪府 | メロングリーン | ESTP （起業家） | 2024年8月1日 （結成メンバー） | 2024年10月2日       | 62日     | 在籍時の情報 |

## 作品

### 楽曲配信
|   | リリース日     | タイトル                                                    | レーベル                 | 備考 |
| - | -------------- | ----------------------------------------------------------- | ------------------------ | --- |
| 1 | 2024年8月25日  | - 初めての恋は、夏だった - さよならビハインド - Love letter | すべての瞬間は君だった。 | - 初めての恋は、夏だった - 作詞：山田菜々、作曲：塚田耕平 - さよならビハインド - 作詞：山田菜々、作曲：碧天 - Love letter - 作詞：山田菜々、作曲：碧天 |
| 2 | 2024年9月28日  | 花言葉                                                      | すべての瞬間は君だった。 | 作詞：山田菜々、作曲：YU-JIN |
| 3 | 2024年10月5日  | ひみつ はなし                                               | すべての瞬間は君だった。 | 作詞：山田菜々、作曲：SHIN |
| 4 | 2024年11月13日 | 僕のすべて                                                  | すべての瞬間は君だった。 | 作詞：山田菜々、作曲：YU-JIN |

### ミュージックビデオ
|   | 公開日         | タイトル               | 監督   | 脚注                 |
| - | -------------- | ---------------------- | ------ | -------------------- |
| 1 | 2024年10月13日 | 初めての恋は、夏だった | 上田希 | [ 19 ] [ 38 ] [ 39 ] |

## 公演

### 主な単独ライブ
| 年     | 公演名                                    | 開催日   | 都市 | 会場             |
| ------ | ----------------------------------------- | -------- | ---- | ---------------- |
| 2024年 | すべての瞬間は君だった。1stワンマンライブ | 12月26日 | 大阪 | 梅田バナナホール |

## 出演

### テレビ
- 勇さんのびわ湖バイタル研究所（2024年9月23日、KBS京都）[42]。